# Nicholas Colasanto
Nicholas Colasanto, geboren als Nicola Colasanto (Providence (Rhode Island), 19 januari 1924 – Studio City (Californië), 12 februari 1985) was een Amerikaans acteur en regisseur, die vooral bekend werd door de rol van Ernie 'Coach' Pantusso in de televisieserie Cheers.
Colasanto diende in de Tweede Wereldoorlog in de marine. Na de oorlog ging hij terug naar school. Later werkte hij voor een oliemaatschappij. In 1952 kreeg hij het idee om te gaan acteren, nadat hij een optreden van Henry Fonda op Broadway had gezien. Hij sloot zich aan bij een theatergezelschap en was te zien in verschillende commercials.
Halverwege de jaren 60 verhuisde Colasanto naar Hollywood. Behalve als acteur timmerde hij aan de weg als regisseur. Hij was verantwoordelijk voor meer dan 100 afleveringen van televisieseries, waaronder The Streets of San Francisco, Columbo, Bonanza, Shaft en Starsky and Hutch. Ook had hij een rol in de films Fat City (1972) en Raging Bull (1980).
In 1982 werd hij gecast voor de dan nieuwe sitcomserie Cheers, waarin hij de rol van de oudere, wat vergeetachtige en sullige barman Ernie 'Coach' Pantusso krijgt. In de drie jaar dat hij als Coach in de serie te zien was, werd hij jaarlijks genomineerd voor een Emmy Award voor beste acteur in een bijrol. In 1985 overleed Colasanto op 61-jarige leeftijd plotseling aan een hartaanval, midden in het derde seizoen van Cheers. In de serie bleef zijn herinnering aanwezig door een portret van de indianenleider Geronimo aan de wand van het café. Het portret hing eerder in de kleedkamer van Colasanto en zou een bijzondere betekenis voor hem hebben gehad. In de allerlaatste aflevering van Cheers eerde hoofdrolspeler Ted Danson Colasanto door in de slotscène naar het portret te lopen en het recht te hangen.